# Lukjaniwka (Baschtanka)
Lukjaniwka (ukrainisch Лук'янівка; russisch Лукьяновка Lukjanowka) ist ein Dorf in der ukrainischen Oblast Mykolajiw mit etwa 560 Einwohnern (2004).
Das 1782 gegründete Dorf hieß seit der Sowjetherrschaft Lenine und erhielt 2016 im Zuge der Dekommunisierung in der Ukraine seinen heutigen Namen. 

## Geografische Lage
Lukjaniwka liegt im Westen des Rajon Baschtanka 29 km nordwestlich vom Rajonzentrum Baschtanka am Ufer der Hromoklija (Громоклія), einem 102 km langen Nebenfluss des Inhul. Das Oblastzentrum Mykolajiw liegt 65 km südlich des Dorfes. 
Zwei Kilometer westlich des Dorfes verläuft in Nord-Süd-Richtung die Fernstraßen N 14.

## Gemeinde
Am 12. Juni 2020 wurde das Dorf ein Teil der neugegründeten Landgemeinde Prywilne, bis dahin bildete es zusammen mit den Dörfern Archanhelske (Архангельське), Lyssjanka (Лисянка) und Mychajliwka (Михайлівка) die gleichnamige Landratsgemeinde Lukjaniwka (Лук'янівська сільська рада/Lukjaniwska silska rada) im Nordwesten des Rajons Baschtanka.